# St. Georg (Lana)

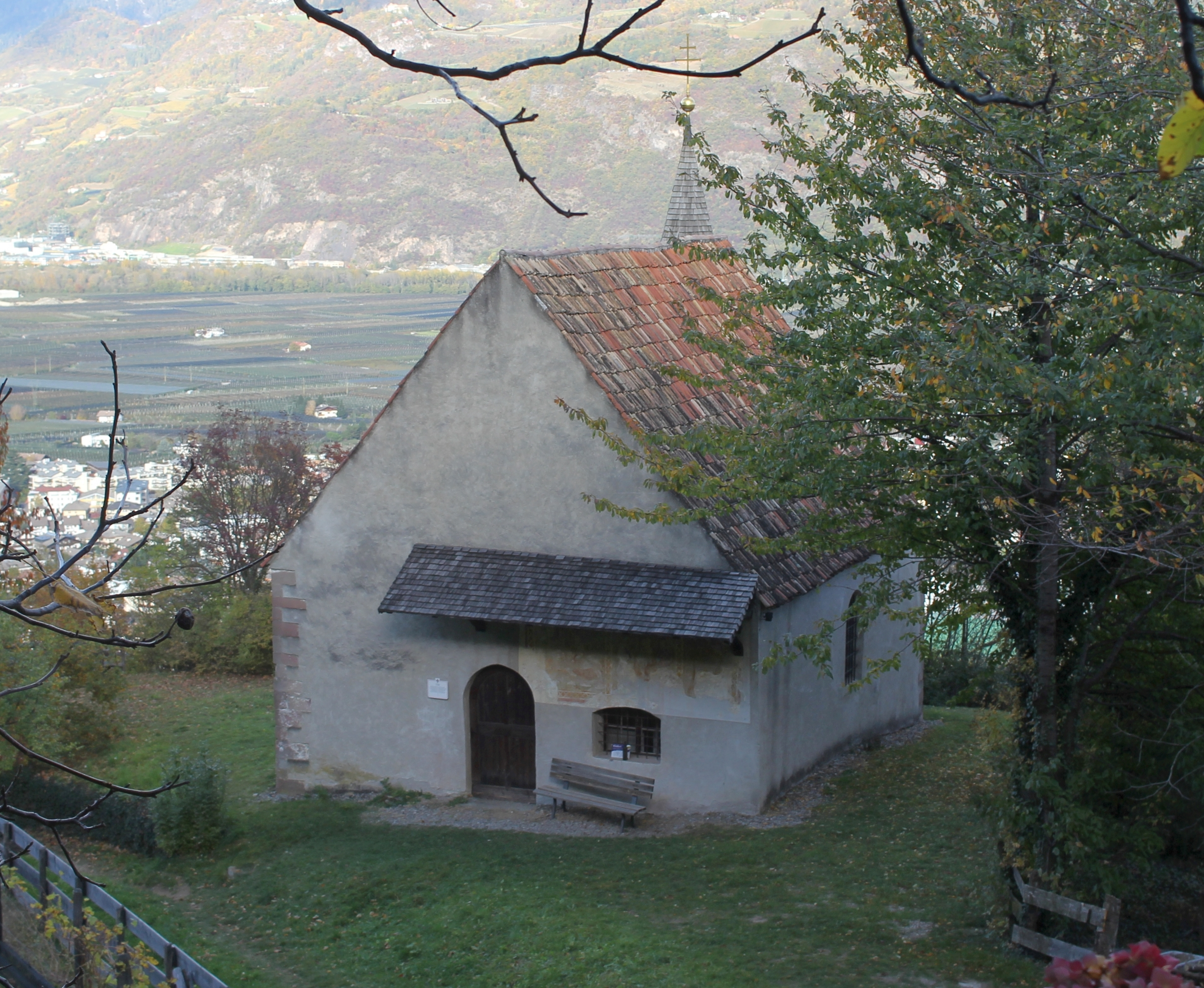
St. Georg

St. Georg ist eine kleine Kirche an der Gampenstraße zwischen Lana und Völlan in Südtirol.

## Geschichte
St. Georg gehört mit St. Margareth zu den ältesten Kirchen von Lana. Bei Ausgrabungen wurden Reste einer vom 8. bis 9. Jahrhundert errichteten Holzkirche entdeckt, die durch eine in Stein erbauten Dreiapsidenkirche ersetzt wurde. Die Kirche ist 1265 erstmals urkundlich erwähnt. Der heutige Kirchenbau stammt aus der Zeit des 13. bis 14. Jahrhunderts und wurde mehrmals umgebaut, so finden sich an ihr auch Spuren des Barock. 1967 erfolgte eine erste Sanierung und 1986 durch eine Bürgerinitiative eine weitere.

## Ausstattung
An der Westseite der Kirche befinden sich Freskenreste aus dem Ende des 14. Jahrhunderts die den hl. Georg, die Kreuzigung, sowie den hl. Christophorus zeigen.